# Maria Helena Vieira da Silva
Maria Helena Vieira da Silva (Lisbona, 13 giugno 1908 – Parigi, 6 marzo 1992) è stata una pittrice portoghese naturalizzata francese dal 1956.
Era considerata un membro di spicco del movimento dell'espressionismo astratto europeo noto come Arte informale. Le sue opere presentano interni complessi e viste sulla città utilizzando linee che esplorano lo spazio e la prospettiva. Ha lavorato anche in arazzi e vetrate.

## Collezioni pubbliche (selezione)
- Musée National d'Art Moderne, Parigi
- National Gallery of Canada, Ottawa
- National Museum of the Women in the Arts, New York
- Museum of Modern Art, New York
- Metropolitan Museum of Art, New York
- San Francisco Museum of Modern Art, San Francisco
- Stedelijk Museum, Amsterdam
- Solomon R. Guggenheim Museum, New York
- Tate Modern, Londra